# Украина на зимних Олимпийских играх 1994

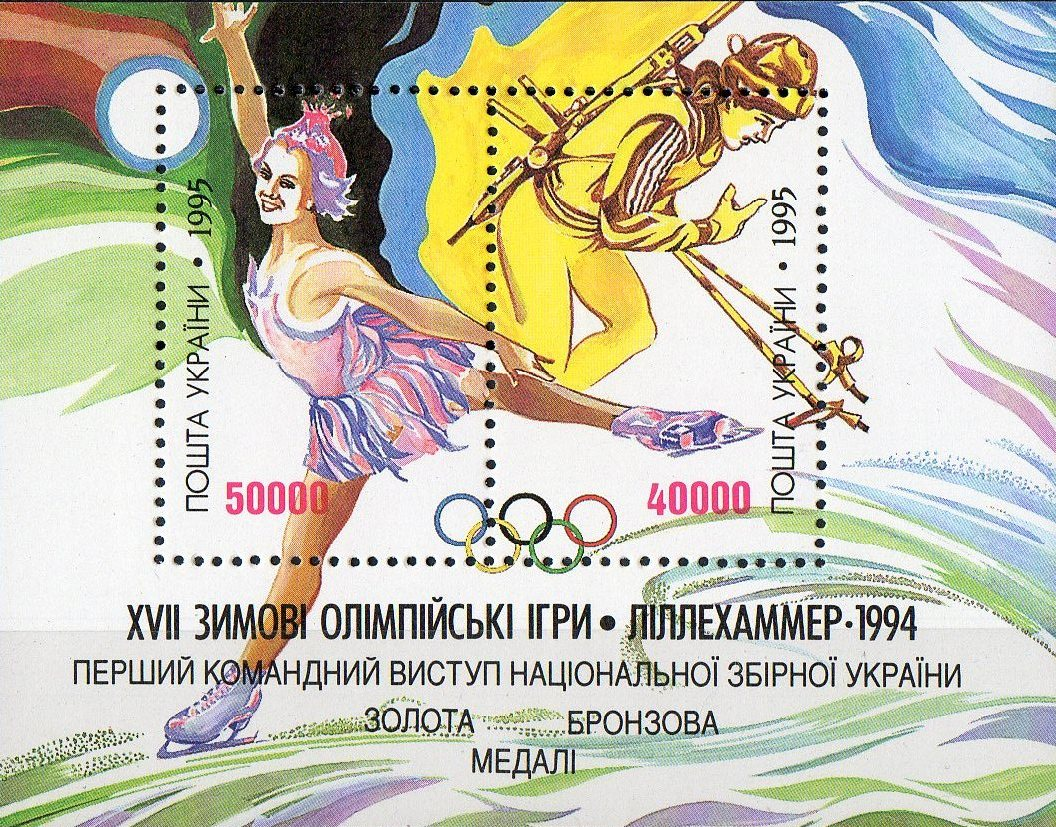
Почтовый блок Украины.  «Блок «XVII зимние Олимпийские игры в Лиллехаммере (1994 г.). Первое командное выступление национальной сборной Украины»

Украина принимала участие в зимних Олимпийских играх 1994 года в Лиллехаммере (Норвегия) в первый раз за свою историю, и завоевала одну золотую и одну бронзовую медаль. В соревнованиях приняло участие 37 спортсменов в 10 видах спорта.
23 февраля биатлонистка Валентина Цербе-Несина стала первым в истории независимой Украины призёром Олимпийских игр. 25 февраля фигуристка Оксана Баюл стала первой олимпийской чемпионкой в истории Украины. На момент победы Баюл было 16 лет и 101 день, она остаётся самой юной олимпийской чемпионкой в истории страны.

## Медалисты
| Золото |             |                                               |            |
| №      | Спортсмены  | Вид спорта (дисциплина)                       | Дата       |
| 1      | Оксана Баюл | Фигурное катание (одиночное катание, женщины) | 25 февраля |

| Бронза |                        |                           |            |
| №      | Спортсмены             | Вид спорта (дисциплина)   | Дата       |
| 1      | Валентина Цербе-Несина | Биатлон (спринт, женщины) | 23 февраля |

## Состав команды

### Биатлон
Мужчины
| Дисциплина           | Спортсмены                                                   | Результат | Место |
| -------------------- | ------------------------------------------------------------ | --------- | ----- |
| Спринт               | Тарас Дольный                                                | 30:16.6   | 18    |
| Спринт               | Валентин Джима                                               | 31:31.8   | 40    |
| Спринт               | Иван Максимов                                                | 31:52.7   | 47    |
| Индивидуальная гонка | Тарас Дольный                                                | 59:51.1   | 12    |
| Индивидуальная гонка | Роман Звонков                                                | 1:00:06.8 | 14    |
| Индивидуальная гонка | Виталий Могиленко                                            | 1:01:07.7 | 26    |
| Эстафета             | Виталий Могиленко Тарас Дольный Валентин Джима Роман Звонков | 1:35:48.0 | 15    |

Женщины
| Дисциплина           | Спортсмены                                                          | Результат | Место |
| -------------------- | ------------------------------------------------------------------- | --------- | ----- |
| Спринт               | Валентина Адамовна Цербе-Несина                                     | 26:10.0   |       |
| Спринт               | Елена Зубрилова                                                     | 27:06.8   | 14    |
| Спринт               | Марина Сколота                                                      | 28:11.3   | 33    |
| Индивидуальная гонка | Елена Зубрилова                                                     | 54:40.4   | 12    |
| Индивидуальная гонка | Надежда Белова                                                      | 54:44.3   | 13    |
| Индивидуальная гонка | Елена Петрова                                                       | DNF       | DNF   |
| Эстафета             | Валентина Цербе-Несина Марина Сколота Елена Петрова Елена Зубрилова | 1:54:26.5 | 5     |

### Бобслей
Мужчины
| Соревнование | Спортсмены                                                   | Финал   | Финал   | Финал   | Финал   | Финал   | Финал |
| Соревнование | Спортсмены                                                   | 1 заезд | 2 заезд | 3 заезд | 4 заезд | Сумма   | Место |
| ------------ | ------------------------------------------------------------ | ------- | ------- | ------- | ------- | ------- | ----- |
| Двойка       | Алексей Жуков Александр Бортюк                               | 54.71   | 54.64   | 54.78   | 54.61   | 3:38.74 | 32    |
| Четвёрка     | Алексей Жуков Андрей Петухов Василий Лантух Александр Бортюк | 53.61   | 53.75   | 53.99   | 53.97   | 3:35.32 | 27    |

### Конькобежный спорт
Мужчины
| Дисциплина  | Спортсмены       | Результат | Место |
| ----------- | ---------------- | --------- | ----- |
| 500 метров  | Олег Костромитин | 37.50     | 23    |
| 1000 метров | Олег Костромитин | 1:15.95   | 33    |
| 1500 метров | Юрий Шульга      | 1:54.28   | 10    |
| 5000 метров | Юрий Шульга      | 6:59.32   | 21    |

### Горнолыжный спорт
Женщины
| Дисциплина        | Спортсмены         | 1 спуск | 2 спуск | 3 спуск | Сумма   | Место |
| ----------------- | ------------------ | ------- | ------- | ------- | ------- | ----- |
| Супергигант       | Ольга Логинова     |         |         |         | 1:30.00 | 40    |
| Скоростной спуск  | Ольга Логинова     |         |         |         | 1:43.07 | 37    |
| Скоростной спуск  | Кристина Подрушная |         |         |         | 1:46.96 | 42    |
| Комбинация        | Ольга Логинова     | 1:33.29 | 54.26   | 51.88   | 3:19.43 | 18    |
| Комбинация        | Кристина Подрушная | 1:35.21 | DNF     |         | DNF     |       |
| Гигантский слалом | Ольга Логинова     | 1:26.78 | DNS     |         | DNF     |       |
| Слалом            | Ольга Логинова     | 1:03.49 | DSQ     |         | DNF     |       |

### Лыжное двоеборье
Дисциплины:
- нормальный трамплин
- лыжные гонки на 15 км

| Соревнование                | Спортсмены         | Прыжки с трамплина | Прыжки с трамплина | Лыжная гонка | Место |
| Соревнование                | Спортсмены         | Результат          | Место              | Лыжная гонка | Место |
| --------------------------- | ------------------ | ------------------ | ------------------ | ------------ | ----- |
| Индивидуальные соревнования | Дмитрий Просвирнин | 208.5              | 13                 | 45:04.8      | 16    |

### Лыжные гонки
Женщины
| Соревнования                       | Спортсмены             | Результат | Место |
| ---------------------------------- | ---------------------- | --------- | ----- |
| 5 км классическим стилем           | Ирина Тараненко-Тереля | 15:46.0   | 29    |
| Преследование 10 км вольным стилем | Ирина Тараненко-Тереля | 30:38.2   | 20    |
| 15 км вольным стилем               | Ирина Тараненко-Тереля | 45:19.1   | 27    |
| 30 км классическим стилем          | Ирина Тараненко-Тереля | 1:31:26.5 | 20    |

### Прыжки на лыжах с трамплина
| Соревнование        | Спортсмены       | Первый раунд | Первый раунд | Финал     | Финал | Финал |
| Соревнование        | Спортсмены       | Результат    | Место        | Результат | Место | Место |
| ------------------- | ---------------- | ------------ | ------------ | --------- | ----- | ----- |
| Большой трамплин    | Василий Грибович | 40.8         | 50           | 42.3      | 83.1  | 52    |
| Нормальный трамплин | Василий Грибович | 56.0         | 58           | 46.0      | 102.0 | 56    |

### Фристайл
Акробатика
| Соревнование | Спортсмены        | Квалификация | Квалификация | Финал     | Финал |
| Соревнование | Спортсмены        | Результат    | Место        | Результат | Место |
| ------------ | ----------------- | ------------ | ------------ | --------- | ----- |
| Мужчины      | Сергей Бут        | 171.19       | 16           | DNQ       | DNQ   |
| Женщины      | Наталья Шерстнёва | 147.78       | 9 Q          | 154.88    | 5     |
| Женщины      | Инна Палиенко     | 146.18       | 11 Q         | 135.28    | 11    |

### Санный спорт
Мужчины
| Соревнования | Спортсмены                   | 1 заезд | 2 заезд | Сумма    | Место |
| ------------ | ---------------------------- | ------- | ------- | -------- | ----- |
| Двойки       | Игорь Урбанский Андрей Мухин | 48.728  | 48.963  | 1:37.691 | 8     |

Женщины
| Соревнования | Спортсмены       | 1 заезд | 2 заезд | 3 заезд | 4 заезд | Сумма    | Место |
| ------------ | ---------------- | ------- | ------- | ------- | ------- | -------- | ----- |
| Одиночки     | Наталья Якушенко | 49.233  | 49.304  | 49.413  | 49.428  | 3:17.378 | 8     |

### Фигурное катание
| Соревнование             | Спортсмены                     | SP | FS | TFP  | Место |
| ------------------------ | ------------------------------ | -- | -- | ---- | ----- |
| Мужской одиночный разряд | Виктор Петренко                | 9  | 4  | 8.5  | 4     |
| Женский одиночный разряд | Оксана Баюл                    | 2  | 1  | 2.0  |       |
| Женский одиночный разряд | Елена Ляшенко                  | 17 | 19 | 27.5 | 19    |
| Женский одиночный разряд | Людмила Иванова                | 19 | 23 | 32.5 | 22    |
| Парное катание           | Елена Белоусовская Игорь Маляр | 18 | 17 | 24.5 | 16    |

| Спортсмены                            | CD1 | CD2 | OD | FD | TFP  | Место |
| ------------------------------------- | --- | --- | -- | -- | ---- | ----- |
| Ирина Романова Игорь Ярошенко         | 7   | 7   | 7  | 7  | 14.0 | 7     |
| Светлана Черникова Александр Сосненко | 19  | 19  | 19 | 19 | 38.0 | 19    |